# Acanthus
Acanthus (матруна познат и као траторак и примог) је род биљака из породице Acanthaceae. Име потиче од грчке речи ακανθος (akanthos) - бодљика. Лепа и отпорна трајница била је позната већ Грцима и Римљанима који су облик листа Acanthus mollisa употребљавали као украс на коринтским стубовима.
Род Траторак обухвата вишегодишње зељасте биљке и ређе жбуње, са бодљикавим лишћем и гроздастим цвастима које су изграђене од белих или пурпурних цветова. Величина биљака варира од 0,4 до 2 метра.

## Врсте
- Acanthus balcanicus Heywood & I.Richardson (Синоним: Acanthus hungaricus (Borbás) Baenitz, Acanthus longifolius Host)
- Acanthus dioscoridis Willd.
- Acanthus ebracteatus Vahl
- Acanthus eminens C.B.Clarke
- Acanthus hirsutus Boiss.
- Acanthus ilicifolius L.
- Acanthus mollis L.
- Acanthus montanus T.Anders.
- Acanthus polystachyus Delile
- Acanthus spinosus L.
- Acanthus syriacus Boiss.[2]